# 劳伦特·梅基斯
劳伦特·梅基斯（法語：Laurent Mekies，1977年4月28日—）是一名法国一级方程式赛车工程师，目前担任红牛车队的车队首席执行官和领队。

## 生平
劳伦特·梅基斯在法国巴黎航空科技与汽车制造高等学校（ESTACA）获得了硕士学位后前往英国的罗浮堡大学进修。
2000年，梅基斯进入赛车运动领域。他最初担任三级方程式亚科车队的工程师。2001年，他加入了一级方程式的飛箭車隊。次年，他加入米納爾迪車隊担任赛事工程师；在米纳尔迪，他先后与马克·韦伯、賈斯汀·威爾森、鲍姆加特纳·佐尔特、克里斯蒂安·阿尔伯斯等车手共事。2005年底，米纳尔迪被红牛集团收购，变更为红牛二队，梅基斯留队并担任首席工程师，并在之后被提升为车辆性能总监。
2014年，梅基斯离开车队，前往国际汽联（FIA）任职，担任安全总监。2018年，他被任命为一级方程式的赛事副总监。同年3月，法拉利车队宣布聘请梅基斯，他将在9月加入车队，担任车队的赛事总监。2021年，梅基斯兼任车队的赛道及表现部门负责人。在2023年，梅基斯开始担任法拉利车队的领队助理；协助新上任的领队弗雷德里克·瓦瑟尔。
2023年4月，艾法托利車隊宣布现任车队领队弗朗茨·托斯特将在赛季结束后退休，而其位置将由梅基斯在未来担任。2023年6月，有报道称法拉利会在匈牙利大奖赛后释出梅基斯，他预计将度过6个月的花园假期后加入阿尔法托利车队。
2024年2月10日，更名为“Visa Cash App RB F1”的车队在美国拉斯维加斯进行新车发布活动，梅基斯作为RB F1车队领队首次露面。
2025年7月9日，红牛宣布解除红牛车队领队克里斯蒂安·霍纳的职务，由梅基斯担任红牛车队领队和首席执行官，即时生效。